# Державний науково-дослідний і проєктний інститут основної хімії
Державний науково-дослідний і проєктний інститут основної хімії «НІОХІМ» — інжинірингова компанія, що виконує в комплексі науково-дослідні, проєктні та дослідно-конструкторські роботи із створення та реконструкції виробництв основної хімії, зокрема кальцинованої та харчової соди, із забезпеченням екологічної та промислової безпеки підприємств.

## Історія
21 вересня 1923 року — дата створення інституту. Перша назва — УкрГІПХ.
У 1938—1941 рр. інститут стає Всесоюзним науково-технічним центром содової промисловості.
У 1944 році перейменовано у Всесоюзний інститут содової промисловості (ВІСП), який за короткі строки здійснює розробку вітчизняних зразків високопродуктивного колонного обладнання та виконує дослідницькі роботи з вдосконалення технологічних процесів аміачно-содового виробництва.
З 1949 року ВІСП здійснює функції генерального проєктувальника Донецького содового заводу (ВАТ «Лисичанська Сода») та виконує для нього перший у своїй історії великий проєкт — розширення потужності до 430 тис. т соди за рік.
В 1958 році ВІСП було реорганізовано у Науково-дослідний інститут основної хімії (НІОХІМ). До тематики входить технологія барієвих сполук, мінеральних наповнювачів, адсорбентів, сульфату та бісульфату натрію, коагулянтів та інших хімічних продуктів.
У 1960 році інститутові передані функції генерального проєктувальника Слов'янского содового комбінату.
30 квітня 1965 року інститут перетворено на Державний науково-дослідний та проєктний інститут основної хімії (НІОХІМ). Великий розвиток отримують дослідження з технології соди та содопродуктів, неорганічних перекисних сполук, процесів фільтрації, кристалізації, випарювання, сушки хімічних продуктів, здійснюється проєктування об'єктів будівництва нових та реконструкції діючих виробництв.
У 1967—1969 роках інституту передається генеральне проєктування Стерлітамакського содово-цементного комбінату та Березниківського содового заводу, а у 70-80-х рр. — Михайлівського содового заводу, Ленінського горно-хімічного комбінату, ПТ «Карабогазсульфат», Кучукського сульфатного заводу. У 1969 році основним напрямом роботи НІОХІМ стає проєктування Кримського содового заводу — нині провідного підприємства содової промисловості України.
На початку 70-х років уперше в світовій практиці була розроблена і потім успішно впроваджена на Пікальовському та Ачинському глиноземних комбінатах безвідхідна технологія виробництва содопоташних продуктів за допомогою комплексної переробки нефелінів.
У наступні роки виконувались проєкти реконструкції аміачно-содових підприємств колишнього СРСР, будівництво цехів хлориду кальцію і амонію, барієвих та стронцієвих солей, білої сажі, високодисперсного гідроксиду кальцію, хімічно осадженої крейди, вогнегасних порошків, фосфорних сполук, товарів побутової хімії. Проводяться дослідження в галузі виробництва аеросилу, натрію сірчанокислого технічного магнію хлориду технічного (бішофіту), магнію сірчанокислого технічного (епсоміту), сірчаного натрію та гідросульфіду натрію. Велика увага приділяється розвитку сировинних баз аміачно-содових підприємств, Кучукського сульфатного заводу, ПТ «Карабогазсульфат».
За проєктами НІОХІМу, та за безпосередньою участю його спеціалістів побудовані та пущені у експлуатацію нині діючий содовий завод в Болгарії (м. Девня, 1975 р.) та завод каустичної соди в Ефіопії (1993—1994 рр.)
На початку двохтисячних розроблено та впроваджено нові високоефективні технології та обладнання. Розроблено проєкт створення виробництва важкої соди із застосуванням парового кальцинатору у ВАТ «Кримський содовий завод». На підприємствах Польщі та Туреччини встановлені модернізовані колонні апарати великої одиничної потужності. У Стерлітамакському АТ «Башкірська содова компанія» введено в експлуатацію установку з отримання розчину хлориду кальцію, виконані проєкти реконструкції виробництва кальцинованої соди № 2 станції розсолоочищення та фільтрації шламу дистилерної рідини, опитно-промислового виробництва гранульованого хлориду кальцію. З моменту пуску в 2005 році в ТОВ «Пермнафтогазпереробка» успішно функціонує виробництво гідросульфіду натрію.
У 2007 році розроблена конструкція конденсатора-холодильника газів дистиляції великої одиничної потужності для заводу Janikosoda в Польщі, а також розроблений проєкт модернізації дистиляційних колон в ПАТ «Кримський содовий завод».
У 2007—2010 роках розроблена і успішно реалізована концепція поетапного збільшення потужності виробництва кальцинованої соди до 665 тис. тонн в рік на заводі Soda Polska CIECH в Іновроцлаві (Польща).
У 2010 році для Березниківського содового заводу в Росії розроблено ТЕО виробництва кондиційного сирого розсолу з галітових відходів.
У 2011 році розроблена робоча документація будівництва заводу кальцинованої соди потужністю 400 тис. тонн в рік в м. Павлодар (Казахстан).
У 2013 році розроблено Обгрунтування інвестицій в будівництво і основні технічні рішення для збільшення потужності виробництва кальцинованої соди до 1,3 млн тонн на рік на заводі в м. Стерлітамак (Росія). Розроблено технічну документацію для модернізації дистиляційної колони на базі існуючих апаратів на заводі Soda Mątwy (Польща). Впроваджено високоефективну систему автоматичного контролю вмісту аміаку в дистилерній рідини на заводі Soda Sanayii A.Ş в Мерсині (Туреччина).
У 2014 році для заводів Soda Mątwy (Польща) і Soda Sanayii A.Ş (Туреччина) розроблено технічну документацію унікальної карбонізаційної колони підвищеної продуктивності (до 400 тонн соди на добу), що була згодом успішно впроваджена та користується високим попитом на зовнішніх ринках.
У 2014 р. в результаті анексії Криму Україна залишилась без власного виробництва кальцинованої соди, тому з метою заміщення імпорту товарами національного виробництва НІОХІМ виступив з ініціативою створення виробництва кальцинованої соди на материковій частині України (місцем розташування нового виробництва був вибраний майданчик в Слов'янську, що межує з джерелами сировинних ресурсів). Розроблено техніко-економічне обґрунтування, проєкт проходить обговорення на різних рівнях влади, а також в бізнес колах.
У 2015 році виконано Обгрунтування інвестицій будівництва заводу соди кальцинованої потужністю 200 тис. тонн в рік в Кизилординській обл. (Казахстан).
Розроблено технічну документацію з модернізації діючої системи дистиляції на заводі в Штасфурті (Німеччина).
У 2016 році розроблено ТЕО будівництва заводу соди кальцинованої потужністю 100 тис. тонн в рік в Павлодарській обл. (Казахстан).
З 2016 року інститут має в своєму складі філію — Хіміко-металургійний завод в селищі Донське Волноваського району Донецької області, який є якірним підприємством ІП «Донське».
У 2016 році розроблено технічну документацію на оновлення системи карбонізації на заводі компанії GHCL LTD (Індія).
У 2017 на цьому ж заводі успішно впроваджені технологічні рекомендації НІОХІМ щодо зниження витрат сировини і поліпшення якості готового продукту — очищеного бікарбонату натрію.
У 2018 році була розроблена документація на нову карбонізаційну колону підвищеної продуктивності для імплементації в існуючий виробничий цикл.
У 2018—2019 роках розроблено робочий проєкт виробництва соди кальцинованої потужністю 100 тис. тонн в рік для нового Новотроїцького содового заводу (Росія).
У 2018 році на заводі Nirma LTD (Індія) були змонтовані і запущені в експлуатацію пассетні карбонізаційні колони, розробки НІОХІМ. Запущено виробництво харчового очищеного бікарбонату натрію потужністю 200 тонн на добу за базовим проєктом інституту, що забезпечило практично повну незалежність Індії від імпорту даного продукту. Впроваджено ресурсозберігаючу технологію промивки сирого бікарбонату натрію, а також удосконалену систему карбонізації у виробництві соди.
У 2018 року реалізована проєктна схема модернізації відділення очищення розсолу на заводі SAUKEM (Індія).
У 2019 розроблена документація базового проєкту для першого в Індії виробництва фармацевтичного бікарбонату натрію потужністю 100 тонн на добу на содовому заводі Tata Chemicals Ltd.
У 2018—2019 рр. в Індії за проєктом інституту та за активної участі фахівців НІОХІМ був побудований содовий завод компанії RSPL, перша черга якого вийшла на проєктну потужність в лютому 2020 р. На даному виробництві вперше в історії НІОХІМ передбачено застосування сухого вапна, що значно скоротило застосування дорогого пара в технології.

## Напрямки діяльності[2]

### Науковий
НІОХІМ є головною науковою організацією з пріоритетних напрямів розвитку виробництва понад 60 хімічних продуктів в Україні. Серед них:
- сода кальцинована,
- сода харчова (натрію бікарбонат),
- сода каустична,
- натрій сірчанокислий технічний,
- кальцію хлорид, у тому числі інгібований (технічний, реактивний);
- сіль харчова та технічна,
- солі магнію (бішофіт, епсоміт), оксид і гідроксид магнію,
- аеросил і сажі білі всіх марок, в тому числі модифіковані;
- порошки вогнегасні та вибухопридушуючі.

НІОХІМ володіє технологією виробництва:
- натрію гідросульфід, сульфід, перкарбонат, сесквікарбонат, бісульфіт;
- амонію хлорид;
- кальцію гідроксид (технічний, реактивний);
- кальцію карбонат (синтетичний та реактивний вапняк);
- карбонат, сульфат і хлорид калію:;
- наповнювачі на основі кальцію карбонату: крейда природна (мелена, тонкодисперсна), у тому числі для наповнення полімерів та фарб;
- крейда хімічно осаджена;
- наповнювачі на основі кремнію діоксиду: продукти на основі вторинних матеріальних ресурсів содового виробництва;
- цеоліти природні та синтетичні різноманітного призначення;
- технічні миючі засоби та ін.

На базі НІОХІМ створено державний (ТК-53) і міждержавний (МТК-142) технічні комітети стандартизації «Сода, содопродукти, барієві солі, сульфати із гідромінеральної сировини та активні наповнювачі».
НІОХІМ — головна організація в Україні: зі стандартизації хімічної продукції (ДС-79); з вимірювань, що забезпечують охорону навколишнього середовища і безпеку праці промисловості основної хімії, головна організація метрологічної служби.
Розробки вчених інституту удостоєні: премії Ради Міністрів СРСР (1981 р.), 2-х Державних премій України в галузі науки і техніки (1978 р., 1999 р.).
Наукові праці вчених НІОХІМ друкуються у вітчизняних та зарубіжних спеціалізованих виданнях.
Інститут видає збірник наукових праць «Хімія і технологія виробництв основної хімічної промисловості» (активне посилання), який включений до переліку фахових наукових видань ВАК України.

### Проєктний
Комплексне проєктування підприємств:
- хімічної,
- фармацевтичної,
- харчової і переробної промисловості,
- цивільного будівництва, включаючи основні виробничі цехи, об'єкти інженерного забезпечення та інфраструктури.

У складі проєктно-кошторисної документації НІОХІМ розробляє наступні розділи:
- технологічні,
- архітектурно-будівельні,
- водопостачання та водовідведення,
- опалення та вентиляція,
- електропостачання, електроосвітлення, захист від блискавки,
- тепло-, паро-, газопостачання,
- мережі та комунікації,
- автоматичні системи управління технологічними процесами,
- кошторисні розрахунки,
- охорона праці та техніка безпеки,
- організація будівництва,
- охорона навколишнього середовища.

НІОХІМ виконує розробку конструкторської документації на машини і апарати хімічних, фармацевтичних, харчових виробництв.
Також виконує функції генерального проєктувальника, надає послуги з узгодження проєкту, займається комплектацією будівництва устаткуванням, організацією будівництва, здійсненням авторського нагляду, бере участь у проєктах будівництва об'єктів «під ключ».
В інституті функціонує САПР, яка оснащена сучасними засобами автоматизованого проєктування, конструювання і випуску проєктів, що дозволяє виконувати проєктні роботи згідно з вимогами міжнародних стандартів якості ISO-9001: 2000 та ДСТУ ISO 9001:2001.

#### Основні проєкти[3]

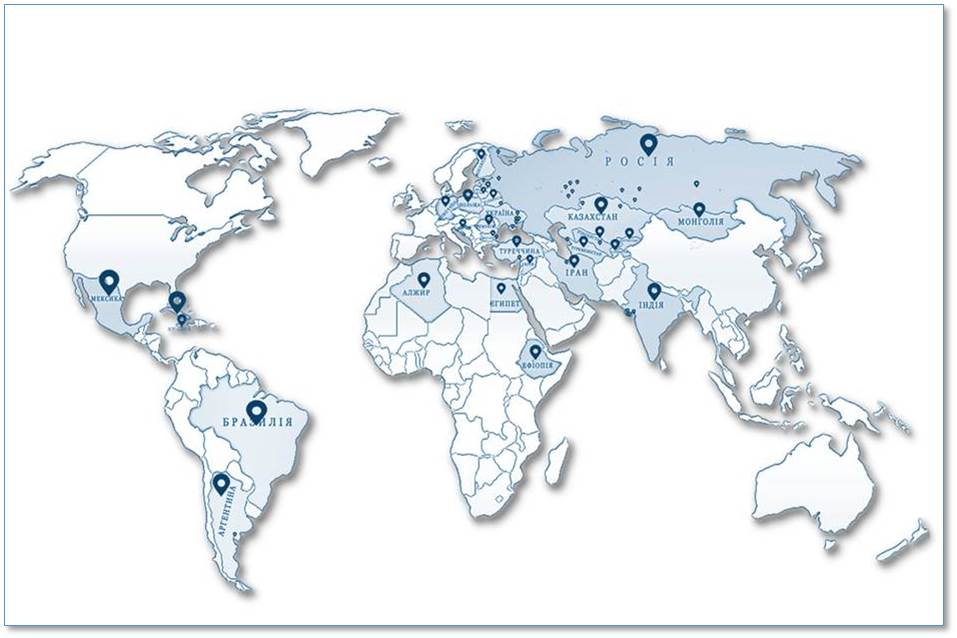
Мапа проєктів НІОХІМ

ДУ «НІОХІМ» є лідером на ринку інжинірингових послуг у світі. Інститутом спроєктовані і побудовані численні виробництва кальцинованої соди та інших продуктів у Польщі, Німеччини, Індії, Туреччини, Ірану, та багатьох інших країнах світу.

## Структура
Підрозділи ДУ НІОХІМ розташовані в шести населених пунктах України:
- Головний офіс, наукова та проєктна частина і дослідний завод у Харкові.
- Ремонтно-механічний завод у Києві.
- Інститут галургії у місті Калуш (Івано-Франківська область)[4].
- Дослідно-механічний завод у Вінниці.
- Хіміко-металургійний завод у смт Донське (Донецька область)[5].
- Представництво в Одесі.

## Керівництво
Директор — Довгалюк Ірина Григорівна, кандидат наук з державного управління. Відзначена численними державними грамотами та нагородами, в тому числі: подяками від Президентів України Леоніда Кучми і Віктора Ющенка, почесною грамотою Верховної Ради (2017), — орденом княгині Ольги ІІІ ступеня (2019).